# Le Crès
Le Crès este o comună în departamentul Hérault din sudul Franței. În 2009 avea o populație de 7.632 de locuitori.

## Evoluția populației
| An        | 1975  | 1982  | 1990  | 1999  | 2006  | 2009  |
| --------- | ----- | ----- | ----- | ----- | ----- | ----- |
| Populație | 4.529 | 6.088 | 6.601 | 6.800 | 6.788 | 7.632 |